# 高漢·巴馬爾
高漢·巴馬爾（英語：Cohen Bramall，1996年4月2日—），是一名英格蘭職業足球員，現時效力英冠球會罗瑟勒姆。司職左閘。

## 球員生涯
2016年12月22日，巴馬爾獲邀前往英格蘭超級足球聯賽球會阿仙奴進行試腳，為期2天。

### 阿仙奴
2017年1月9日，巴馬爾轉會至阿仙奴，轉會費約4萬鎊。

## 外部連結
- 官方网站